# هیولای مونتاک

هیولای مونتاک (به انگلیسی: Montauk Monster) عکس بدن موجودی ناشناس است که در ژوئیه ۲۰۰۸ توسط امواج به ساحل منطقه تجاری مونتاک نیویورک وارد شد. این عکس که نمای نیمرخ راست و بدون هیچ گونه مرجع برای اندازه‌گیری توسط سه زن در ساحل مونتاک نیویورک گرفته شده که بعد از مدتی در سراسر اینترنت از طریق ایمیل و وبلاگ‌ها به نام هیولای مونتاک منتشر گردید.از ویژگی‌های این موجود ناشناس می‌توان به بدن لاستیک مانند و خالی از مو و دندان‌های تیز آن اشاره نمود. 
در ابتدا گفته می‌شد عکس شبیه لاشه یک لاک‌پشت که پوسته خود را از دست داده می‌باشد. که بعدها در مقاله‌ای که توسط درن نیش در سایت ساینس بلاگ منتشر گردید هویت این موجود جسد یک راکون اعلام گردید که چند هفته در آب بوده و بر اساس تجزیه در آب به این شکل درآمده‌است.